# 카토 미나미
카토 미나미(일본어: 加藤 美南, 1999년 1월 15일 ~ )는 일본의 여성 유튜버이자 아이돌 그룹 전 NGT48의 멤버이다.

## 소속 그룹 / 소속사
- 전 NGT48 1기생 / OOO Entertainment 소속
- AKB48졸업생인다카하시 미나미를 존경하기도하고 좋아하기도 한 팬이다.
- 한국을 좋아해서 한국에 여행오기도 하고 한국화장품과 한국음식을 좋아하기도 하고 한국화장을 좋아해서 인스타그램에 소개하기도 하고 한국음식중에서는 삼겹살을 먹었다.
- 얼굴과 옷스타일이 귀여운 여자아이이다.
- 2021년 9월 30일, 유튜브에서 한국을 언급을 한다.
- 한국에 대한 사랑은 여전하다.
- 괴한3인(니시가타 마리나, 카토 미나미, 타노 아야카)중 한명이다. 미용실 티비뉴스에 야마구치 마호에 대한 뉴스가 나오면 미용실직원에게 꺼주세요 라고 인스타그램에서 말했다.